# 楯
『楯』は、倉橋ヨエコの三枚目のシングル。2005年11月30日にFlyingStar Recordsから発売された。

## 概要
倉橋の他のシングルとはテイストが異なり、1曲目に歌詞の朗読、2曲目に曲が入るという構成になっている。
また、一曲目の歌詞を朗読しているのは来宮良子。

## 収録曲
全作詞・作曲：倉橋ヨエコ
1. 「楯」来宮良子朗読
  - BGMは二曲目の「楯」のインスト。
2. 楯
  - 一か月後の12月16日に発売されたアルバム「ただいま」のリード曲。[2]